# 御所ケ丘

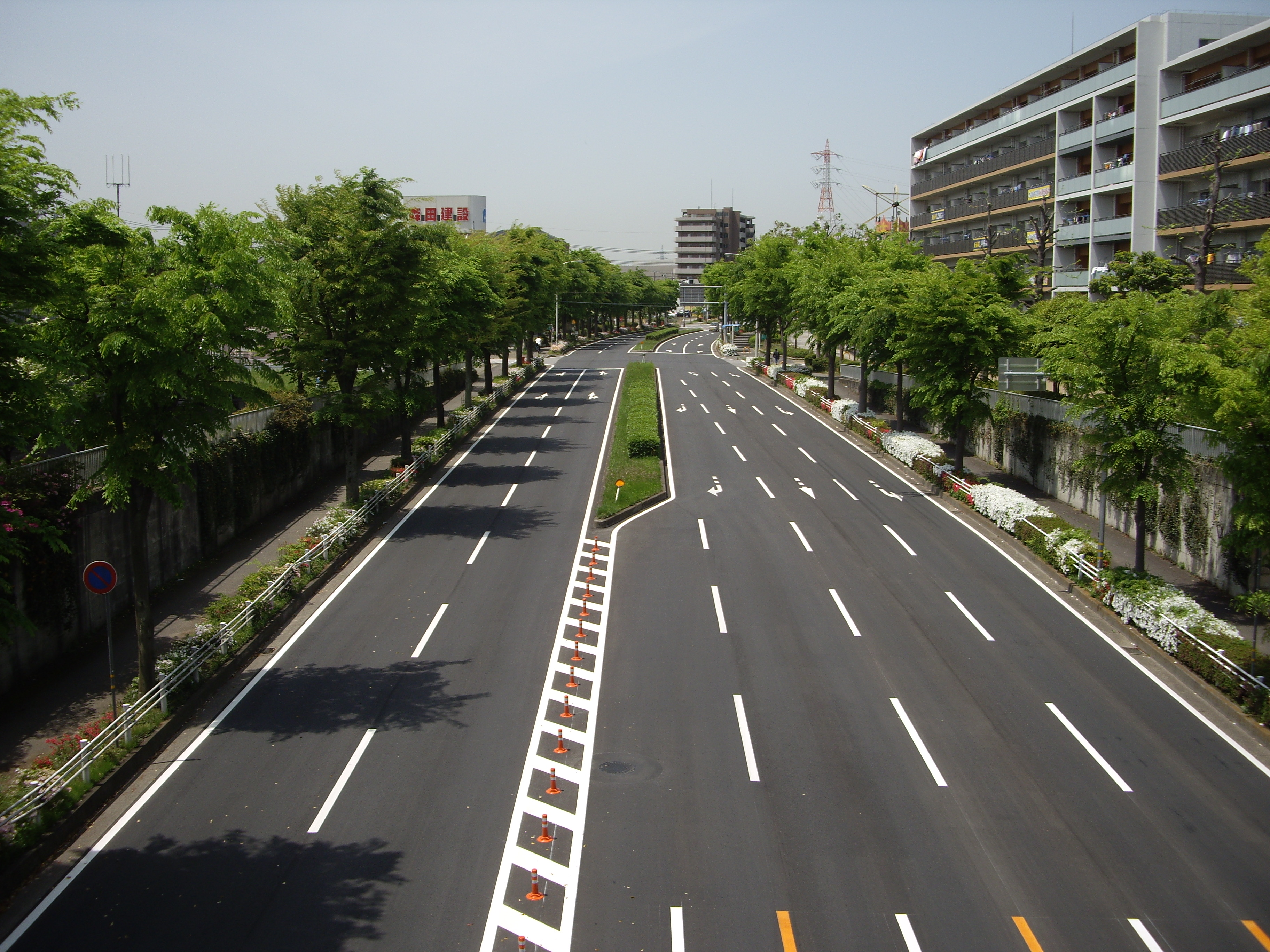
御所ケ丘二・三丁目

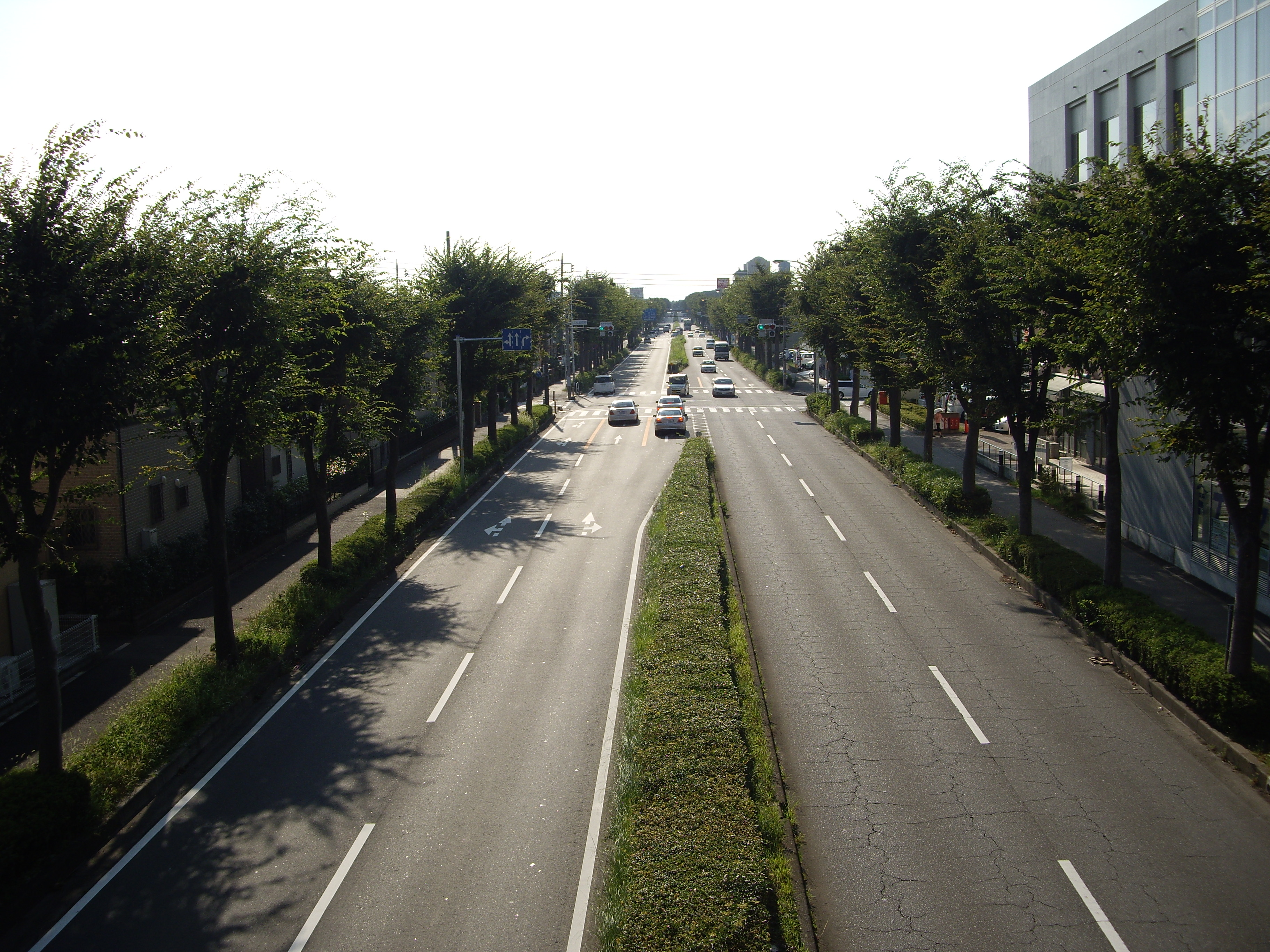
御所ケ丘五丁目・久保ケ丘二丁目

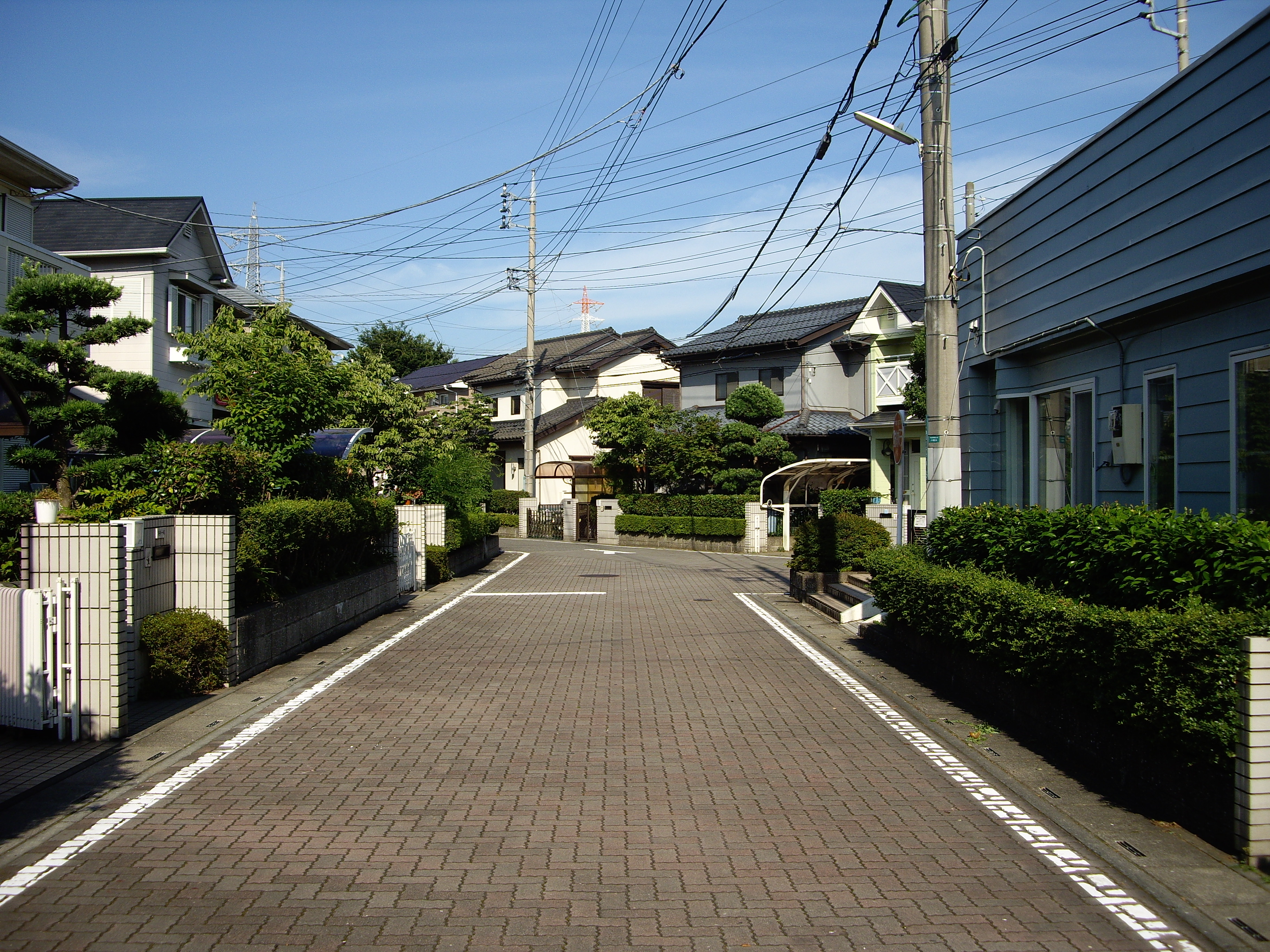
御所ケ丘五丁目

御所ケ丘（ごしょがおか/Goshogaoka）は茨城県守谷市にある地名。一丁目から五丁目まである。土地区画整理事業により大字立沢の一部から新設された。郵便番号は302-0119（町内にあるきらぼし銀行守谷システム研究所のみ302-0195）。

## 概要
守谷市の北部、常総ニュータウン北守谷地区の東部に位置する閑静な住宅街である。区域内に駅を有することから、戸建が中心の北守谷地区の中でも例外的にマンションの建設が盛んな地域である。一丁目に新守谷駅、四丁目に市立御所ケ丘中学校、五丁目に市立御所ケ丘小学校がある。
東は松並、西は久保ケ丘・薬師台、南は立沢、北はつくばみらい市筒戸に接する。

## 地名の由来
従前の地名「大字立沢字御所台」より、御所ケ丘とした。
御所台の由来は、古河公方足利義氏を守谷へ迎え入れようとしたことから義氏を住まわせようとした「御所」があった場所ではないかとも言われている。

## 町名の変遷
| 実施後         | 実施年月日    | 実施前（各町名ともその一部） |
| -------------- | ------------- | ---------------------------- |
| 御所ケ丘一丁目 | 1985年5月24日 | 大字立沢                     |
| 御所ケ丘二丁目 | 1985年5月24日 | 大字立沢                     |
| 御所ケ丘三丁目 | 1985年5月24日 | 大字立沢                     |
| 御所ケ丘四丁目 | 1985年5月24日 | 大字立沢                     |
| 御所ケ丘五丁目 | 1985年5月24日 | 大字立沢                     |

## 世帯数と人口
2025年（令和7年）6月1日現在の世帯数と人口は以下の通りである。
| 丁目           | 世帯数    | 人口    |
| -------------- | --------- | ------- |
| 御所ケ丘一丁目 | 12世帯    | 13人    |
| 御所ケ丘二丁目 | 418世帯   | 803人   |
| 御所ケ丘三丁目 | 306世帯   | 669人   |
| 御所ケ丘四丁目 | 335世帯   | 738人   |
| 御所ケ丘五丁目 | 377世帯   | 841人   |
| 計             | 1,448世帯 | 3,064人 |

## 交通
首都圏新都市鉄道つくばエクスプレス・関東鉄道常総線守谷駅や新守谷駅を結ぶ路線バスが地域内を走っている。
路線バス
地域内には｢新守谷駅｣、｢新守谷駅入口｣、｢北守谷橋｣、｢文化会館前｣、｢御所ケ丘｣、｢御所ケ丘小入口｣、｢北守谷中央｣の7つの停留所がある。
| 系統 | 主要経由地                                                           | 行先               | 運行会社 |
| ---- | -------------------------------------------------------------------- | ------------------ | -------- |
|      | 北守谷橋                                                             | 新守谷駅           | ■関鉄    |
| 急行 | 御所ケ丘小入口・北守谷中央・せせらぎの小路・きぬの里・自然博物館入口 | 岩井バスターミナル | ■関鉄    |
| 急行 | 御所ケ丘小入口・北守谷中央・せせらぎの小路・きぬの里・自然博物館入口 | 猿島バスターミナル | ■関鉄    |
| 急行 | 新守谷駅入口・北守谷橋・ 文化会館前・御所ケ丘・第一病院前            | 北守谷公民館       | ■関鉄    |
|      | 新守谷駅・北守谷橋・久保ケ丘三丁目・松前台五丁目                     | 守谷駅西口         | ■関鉄    |
|      | 北守谷中央・御所ケ丘小入口・前川製作所前                             | 守谷駅西口         | ■関鉄    |
| 急行 | 御所ケ丘・文化会館前・北守谷橋・新守谷駅入口                         | 守谷駅西口         | ■関鉄    |

## 小・中学校の学区
市立小・中学校に通う場合、学区は以下の通りとなる。
| 丁目   | 番地 | 小学校         | 中学校         |
| ------ | ---- | -------------- | -------------- |
| 一丁目 | 全域 | 御所ケ丘小学校 | 御所ケ丘中学校 |
| 二丁目 | 全域 | 御所ケ丘小学校 | 御所ケ丘中学校 |
| 三丁目 | 全域 | 御所ケ丘小学校 | 御所ケ丘中学校 |
| 四丁目 | 全域 | 御所ケ丘小学校 | 御所ケ丘中学校 |
| 五丁目 | 全域 | 御所ケ丘小学校 | 御所ケ丘中学校 |

## 施設
- 関東鉄道常総線新守谷駅 － 御所ケ丘一丁目1番地1
- 守谷消防署 － 御所ケ丘四丁目1番地2
- 守谷市立御所ケ丘小学校 － 御所ケ丘五丁目15番地
- 守谷市立御所ケ丘中学校 － 御所ケ丘四丁目16番地
- 守谷市市民交流プラザ － 御所ケ丘五丁目25番地1
  - 北守谷児童センター（キ・ターレ）
  - 守谷市民ギャラリー
- こじゅけい公園 － 御所ケ丘三丁目7番地（8,177m2・街区公園）
- つつじ公園 － 御所ケ丘二丁目5番地・6番地（2,497m2・街区公園）
- ひばり公園 － 御所ケ丘四丁目13番地（2,612m2・街区公園）
- 北守谷遊歩道
- デュープレックスセミナーホテル － 御所ケ丘四丁目3番地1
- きらぼし銀行守谷システム研究所 － 御所ケ丘四丁目1番地1
- マクドナルド294新守谷店 － 御所ケ丘一丁目2番地2

## 参考サイト
- 守谷市役所